# Raterio de Verona

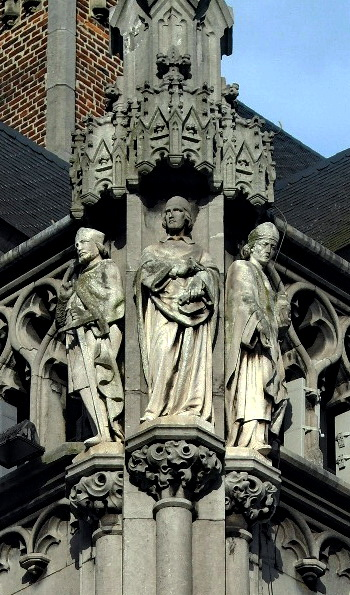
Rather (centro), Palacio Provincial, Lieja

Raterio de Verona (latín: Ratherius Veronensis; Lieja, c. 887 - Namur, 25 de abril de 974) fue un clérigo e intelectual belga, monje en la Abadía de Lobbes, obispo de Verona en tres ocasiones (931–4, 946–8 y 961–8), de Lieja (953-5) y abad de Aulne. Fue un brillante escritor y polemista de renombre que participó en las controversias entre el Imperio y el Papado.

## Vida
Nacido de padres nobles en la región de Lieja, Raterio ingresó en su juventud como oblato en la abadía de Lobbes, una fundación benedictina en Henao. Allí recibió una sólida formación intelectual, estudiando a los autores antiguos y modernos, y acabó por convertirse en monje. Desde joven destacó por su carácter inquieto, poco amigable, ambicioso y riguroso. En consecuencia, a pesar de su estricta ortodoxia, gran saber y conducta sobria, se encontró con grandes dificultades en todas las posiciones que asumió, y nunca logró alcanzar un éxito permanente.
A la muerte del obispo Esteban de Lieja, en 920, Raterio apoyó a su abad, el lorenés Hilduinom como sucesor en la sede episcopal. Sin embargo, Hilduino fracasa y debe partir al exilio. Raterio le acompaña al sur, pasando a formar parte de la corte de su primo Hugo de Provenza. Cuando este último obtuvo la corona de Italia, en 926, Hilduino fue nombrado obispo de Milán y Raterio, obispo de Verona (931). Implicado en conspiraciones y luchas de poder, perdió su sede en 934, pasando dos años en la cárcel y luego otros tres en arresto domiciliario, en Pavía. Fue durante este retiro forzoso cuando compuso su obra más famosa, las Praeloquia, un tratado en seis libros sobre la vida santa y profana en que criticaba a todos los órdenes sociales, en especial a sus colegas los corruptos prelados italianos.
En 939 Raterio huyó a Provenza, donde fue tutor de una familia noble, volvió a Lieja y pasó dos años en la abadía de Lobbes. Sin embargo, cuando Hugo de Provenza fue derrocado (945), regresó a Italia. Tras ser encarcelado algún tiempo por Berengario de Ivrea, el rival de Hugo por la corona de Italia, fue rehabilitado y recuperó su diócesis de Verona (946). En 948 tuvo que huir de nuevo, perseguido por el clero local que intentaba reformar. A continuación, pasó a Alemania. Participó en la expedición de Liudolfo de Suabia, hijo de Otón I, contra Italia, pero incapaz de recuperar su diócesis, y en 952 volvió a Lobbes
Su talento como escritor y su conocimiento teológico le granjearon la determinó la elección de Raterio como obispo de Lieja. Sin embargo, la oposición de la oligarquía local obligó al Arzobispo a sacrificar a su protegido Bruno, de modo que Raterio dejó Lieja en 955. Se retiró a la Abadía de Aulne, fundación de Lobbes. Pero con el ascenso al poder de Otón II, el Imperio alemán apareció de nuevo en el norte de Italia y Raterio fue restaurado en su sede de Verona en 962, por tercera vez. A pesar de sus esfuerzos, fue incapaz de reconciliarse con sus obispos vecinos, ni con su clero, todavía refractarios a toda reforma. Tras siete años d querellas y dificultades, en 968 tuvieron lugar serios disturbios, y el emperador Otón le retiró su apoyo.
Exiliado una vez más, a los 77 años, Raterio retornó a Aulne, pero visitó a menudo la abadía de Lobbes. Se las arregló para generar tal oposición al abad Folcwino que Notger, obispo de Lieja, intervino y le restauró por la fuerza de las armas. Raterio hubo de volver a Aulne, y murió en Namur en 974, a los 86 años de edad.

## Obras
- Praeloquia.
- Phrenesis.
- Conclusio deliberativa.
- Excerptum ex dialogo confessionali.
- Qualitatis coniectura.
- Vita S. Ursmari.